# Pierre Forget (acteur)
Pour les articles homonymes, voir Pierre Forget et Forget.
Pierre Forget, né le 29 janvier 1929 à Imphy (Nièvre) et mort le 26 août 1993 à Clamart (Hauts-de-Seine), est un acteur français.
Il a tourné dans plus d'une cinquantaine de films, notamment L'Emmerdeur en 1973 et L'Aile ou la Cuisse en 1976.

## Filmographie sélective

### Cinéma
- 1969 :  Sous le signe du taureau de Gilles Grangier  : Un ingénieur
- 1972 : La Cravache de Pierre Kalfon : le père
- 1973 : L'Emmerdeur de Édouard Molinaro : Félix (non crédité au générique)
- 1973 : Les Infidèles de Christian Lara : Pierre
- 1973 : L'Affaire Dominici de Claude Bernard-Aubert : père d'Yvette
- 1973 : Bananes mécaniques de Jean-François Davy : le père de Pauline
- 1974 : Les Filles de Malemort de Daniel Daert : M. De Rose
- 1975 : Un sac de billes de Jacques Doillon : l'instituteur
- 1975 : Histoire de Paul de René Féret : La lingère
- 1975 : Que la fête commence de Bertrand Tavernier : le jésuite « iroquois »
- 1975 : Les Galettes de Pont-Aven de Joël Séria : L'autre barman
- 1976 : L'Aile ou la Cuisse de Claude Zidi : Le patron de « L'auberge de la truite »
- 1976 : Le Corps de mon ennemi de Henri Verneuil :  le directeur de l'hôtel du Commerce
- 1976 : Cousin, Cousine de Jean-Charles Tacchella : l'ancien associé de Pascal
- 1977 : La Communion solennelle de René Féret : François Dauchy, 50 ans
- 1977 : L'Aigle et la Colombe de Claude Bernard-Aubert : Staub
- 1978 :  La Barricade du point du jour de René Richon  : Turquet
- 1979 : La Bande du Rex de Jean-Henri Meunier : Armand Mollard
- 1979 :  L'Adolescente de Jeanne Moreau  : Maurice
- 1981 : Le Choix des armes de Alain Corneau : Serge Olivier
- 1981 : Les hommes préfèrent les grosses de Jean-Marie Poiré : M. Legrand
- 1981 :  Le Professionnel de Georges Lautner  : le clochard
- 1982 :  Toute une nuit de Chantal Akerman
- 1983 : La Petite Bande de Michel Deville : Le capitaine des pompiers
- 1984 : Nemo de Arnaud Sélignac : Wagner
- 1984 : Marche à l'ombre de Michel Blanc : Le fourgue
- 1986 : Lien de parenté de Willy Rameau : Augustin
- 1987 : Les Deux Crocodiles de Joël Séria : Le fermier
- 1988 : Les Mendiants de Benoît Jacquot : Le grand-père
- 1988 : L'Homme qui voulait savoir de George Sluizer : Laurent
- 1989 :  Peaux de vaches de Patricia Mazuy  : Armand
- 1989 :  La Soule de Michel Sibra  : Étienne Granier

### Télévision
- 1969 : Les Chevaliers du ciel, série de Jean Couturier : Fouquet
- 1970 : Adieu Mauzac téléfilm de Jean Kerchbron : Le gardien-chef du camp
- 1971 : Les Salauds vont en enfer téléfilm d'Abder Isker : Le shérif
- 1972 : Les Évasions célèbres : Latude ou L'entêtement de vivre de Jean-Pierre Decourt
- 1974 : Messieurs les jurés : L'Affaire Varnay d'André Michel
- 1978 : Michel épisode de la série Médecins de nuit de Philippe Lefebvre
- 1979 : Le Journal série télévisée réalisée par Philippe Lefebvre - 6 épisodes : Coulanger
- 1982 : La Rescousse, téléfilm de Jacques Krier : Nénesse
- 1987 : Les Cinq Dernières Minutes, épisode Claire obscure de Franck Apprederis
- 1988 : La Croisade des enfants de Serge Moati : Payen Thousel
- 1992 : Commissaire Moulin  - épisode « Le simulateur » (série télévisée) : Jacky
- 1993 : Les Maîtres du pain série télévisée réal. par Hervé Baslé - épisode #1.1 : Le médecin

1984 : La dictée, Feuilleton de Jean-Pierre Marchand épisode 3 : Monsieur Pagès 
1992 : Princesse Alexandra Téléfilm de Denis Amar : Kolmer

## Théâtre
- 1970 : La Cuisine d'Arnold Wesker, adaptation de Philippe Léotard, m.e.s. de Ariane Mnouchkine, Théâtre du Soleil, Élysée Montmartre : Max, le boucher
- 1973 : L'Église de Louis-Ferdinand Céline, m.e.s. de François Joxe, compagnie Le Chantier Théâtre, Théâtre des Deux Portes, Théâtre de la Plaine, Théâtre des Mathurins : Pistil
- 1973 : La Noce chez les petits bourgeois de Bertolt Brecht, m.e.s. de Jean-Pierre Vincent, Le Cyrano-Théâtre : le père
- 1974 : La Tragédie optimiste de Vsevolod Vichnievski, m.e.s. de Bernard Chartreux et Jean-Pierre Vincent, Théâtre du Gymnase
- 1976 : Le Défi de Jean-Claude Perrin, m.e.s. de Maurice Bénichou et Jean-Claude Perrin, Théâtre Ouvert, Festival d'Avignon :
- 1980 : Le Nouveau Menoza de Jacob Lenz, m.e.s. Michel Dubois, Comédie de Caen , Festival d'Avignon : le père de Zierau
- 1983 : Cervantes intermèdes : Le Retable des merveilles, La Sentinelle Vigilante, Le Vieillard Jaloux, La Caverne de Salamanque de Cervantes, m.e.s. de Jean Jourdheuil et Jean-François Peyret, Théâtre Gérard Philipe, Festival d'Avignon, Nouveau Théâtre de Nice
- 1989 : Cité des oiseaux, d'après Aristophane, adaptation de Bernard Chartreux, m.e.s. de Jean-Pierre Vincent, Théâtre Nanterre-Amandiers, Festival d'Avignon : Térée
- 1989 : Œdipe à Colone, de Sophocle, adaptation de Bernard Chartreux, m.e.s. de Jean-Pierre Vincent, Théâtre Nanterre-Amandiers, Festival d'Avignon : choreute
- 1989 : Œdipe tyran, de Sophocle, adaptation de Bernard Chartreux, m.e.s. de Jean-Pierre Vincent, Théâtre Nanterre-Amandiers, Festival d'Avignon : le serviteur
- 1991 : Une nuit vénitienne d'Alfred de Musset, m.e.s. de Léonidas Strapatsakis, Théâtre de Nice : le Marquis Della Ronda
- 1993 : On ne badine pas avec l'amour d'Alfred de Musset, m.e.s. de Jean-Pierre Vincent, Théâtre Nanterre-Amandiers : Maître Bridaine